# 호흐라인선
호흐라인선(독일어: Hochrheinbahn)은 스위스 바젤에서 발츠후트, 샤프하우젠, 징겐, 콘스탄츠를 연결하는 독일의 철도 노선이다. 라인강을 따라서 만하임과 콘스탄츠를 연결하는 바덴 대공국 국유철도(Großherzoglich Badische Staatseisenbahnen)의 바덴 간선(Badische Hauptbahn)의 일부로 건설된 노선이다.
독일 구간은 DB Netz, 바젤 시내 및 타잉겐 구간은 독일 연방철도신탁청(Bundeseisenbahnvermögen)이 소유하고 있다. 샤프하우젠역은 도이체반과 스위스 연방철도가 공동 소유 및 운영하고 있다.

## 역사
1856년 2월 4일 바젤 바디셔역에서 바트 세킹겐(Bad Säckingen)까지 개통되었으며, 1856년 10월 30일 발츠후트(Waldshut)까지 연장되었다. 그 후 건설이 잠시 중단되었지만, 1863년 6월 15일에 콘스탄츠까지의 전체 노선이 완성되었다. 한편 투르기-코블렌츠-발트슈트 철도는 1859년 8월 18일에 개통되어 코블렌츠에서 라인강을 가로질러 스위스 철도망에 연결되었다.
스위스 영토의 구간을 포함한 전체 노선이 바덴 국유철도 조약에 따라 소유되었고, 여전히 도이치반에 속해 있다는 점은 주목할 만하다. 1852년 조약에 따라 스위스는 5년 전에 통지하면, 스위스 영토에 대한 소유권을 되찾을 수 있다. 이 가능성은 1차 세계 대전 이후 논의되었지만, 실행되지 않았다. 2차 세계 대전 당시 국경을 넘는 교통량은 심각하게 제한되었고, 군사 교통량은 스위스를 통과하지 못했다. 1944/45년에는 매일 4쌍의 여객 서비스가 바젤 바디셔역과 징겐 사이를 운행했다. 그러나 시간표에는 다음과 같이 명시되어 있다. 1945년 6월 8일과 1953년 8월 1일 사이에 스위스의 독일 철도 기반 시설은 스위스 연방 평의회가 설립한 신탁 기관에 의해 관리되었다.
1987년 이래로 대부분의 경로는 이중 추적되었다. 발트후트와 베링엔 사이의 구간만 단일 트랙이다. 라우펜부르크와 무르크 사이의 구간은 몇 년 전에 복선화되었다. 라인은 샤프하우젠과 콘스탄츠 사이에서만 전철화된다.
바덴뷔르템베르크주와 샤프하우젠주는 바젤 바트역와 샤프하우젠 사이에 남아 있는 전철화되지 않은 경로의 전철화 자금을 지원해 달라는 요청을 받았다. 그러나 현재는 먼저 샤프하우젠과 에르징겐 구간의 전철화가 검토되고 있다.

## 운행
선의 길이는 143km이며, 표준궤이다. 노선 서부는 전철화되어 있지 않지만, 에르칭겐-콘스탄츠 구간은 전철화되어 있다.
1990년대까지 고속 서비스는 바젤과 프라이부르크에서 린다우까지 운행되었으며, 일부는 뮌헨까지 계속 운행되었지만, 오늘날에는 바젤-징겐 및 바젤-울름 노선에서 인터레기오-익스프레스 열차가 운행된다. 레기오날반(Regionalbahn) 서비스는 매시간 바젤과 발츠후트 사이를 운행하며 대부분의 열차는 라우흐링겐까지 계속 운행한다. 바젤과 발트후트 간의 피크타임 서비스는 30분마다 운행된다. 징겐과 샤프하우젠 사이에는 매시간 취리히 S반 노선 S22 서비스를 포함하여 한 시간 이상의 열차가 운행된다. 블랙 포레스트 철도와 징겐 및 콘스탄스 사이를 운행하는 서비스.
발츠후트와 바젤 사이의 구간은 주로 바젤의 산업 중심지에서 통근자들이 사용한다. 스위스 샤프하우젠주에 있는 노선 구간에는 스위스 연방 철도가 운영하는 자체 서비스가 있다. 샤프하우젠과 징겐 사이의 구간은 1989년에 전기화되어 게우 철도와 스위스 철도 네트워크를 연결하고 상당한 장거리 여객 및 화물 운송을 수송한다. 징겐과 콘스탄스 사이의 구간에서 지역 서비스는 스위스 연방 철도의 독일 자회사에서 운영하고, 인터레기오 익스프레스 서비스는 카를스루에와 연결된다. 콘스탄스역은 스위스 국경에 있다.

## 참고 문헌
- Gerber, Rainer (1981). 《125 Jahre Basel-Waldshut: Jubiläum der Eisenbahn am Hochrhein, 1981》 (독일어). Freiburg: Eisenbahn-Kurier Verlag.
- Scharf, Hans Wolfgang (1993). 《Die Eisenbahn am Hochrhein (Series: Südwestdeutsche Eisenbahngeschichte)》 (독일어). 1: Von Basel zum Bodensee 1840–1939. Freiburg: Eisenbahn-Kurier Verlag.
- Scharf, Hans Wolfgang (1993). 《Die Eisenbahn am Hochrhein (Series: Südwestdeutsche Eisenbahngeschichte)》 (독일어). 2: Von Basel zum Bodensee 1939–1992. Freiburg: Eisenbahn-Kurier Verlag.